# Bogoliúbovka (Ussuriïski)
|  | Per a altres significats, vegeu «Bogoliúbovka». |

Bogoliúbovka (en rus: Боголюбовка) és un poble del krai de Primórie, a l'Extrem Orient de Rússia, que en el cens del 2010 tenia 142 habitants. Pertany al districte rural d'Ussuriïski.